# Eurosport
Eurosport là một mạng lưới truyền hình thể thao tại châu Âu, được sở hữu và điều hành bởi Discovery, Inc. Discovery đã chiếm 20% cổ phần thiểu số vào tháng 12 năm 2012, và trở thành cổ đông lớn trong liên doanh Eurosport với TF1 vào tháng 1 năm 2014, nhận 51% cổ phần của công ty. Vào ngày 22 tháng 7 năm 2015 Discovery đã đồng ý mua 49% cổ phần còn lại của TF1 trong liên doanh.
Eurosport sở hữu một loạt bản quyền phát sóng ở nhiều môn thể thao nhưng thường không đấu thầu các gói bản quyền có giá cao như các giải bóng đá lớn. Tuy nhiên, vào năm 2015, Eurosport đã được trao quyền phát sóng Thế vận hội Olympic từ năm 2018 cho hầu hết châu Âu và 2022 cho Vương quốc Anh và Pháp trong một thỏa thuận trị giá 1,3 tỷ euro (922 triệu bảng).